# Мавоа, Джонати
Джонати Маламала Мавоа (фидж. Jonati Malamala Mavoa, 1922 — 16 июня 1985, Окленд, Новая Зеландия) — фиджийский государственный деятель, министр иностранных дел Фиджи (1983—1985).

## Биография
С 1967 г. входил в состав парламента, принимал участие в конституционной конференции, которая привела провозглашению независимости Фиджи в 1970 г.
Занимал несколько министерских постов, среди которых: министра социальных служб, министра труда, министра сельского хозяйства и рыболовства (до 1983 г.), и министра иностранных дел, туризма и гражданской авиации Фиджи (1983—1985).

## Награды
Был награждён Орденом Святого Михаила и Святого Георгия.